# Куаутла (Морелос)
Куаутла (ісп. Cuautla) — місто і адміністративний центр однойменного муніципалітету в мексиканському штаті Морелос. Чисельність населення, за даними перепису 2010 року, становила 154 358 осіб.

## Загальні відомості
Назва Cuautla походить з мови науатль і її можна перекласти як місце, де багато орлів.
Поселення закладено задовго до приходу іспанців. 1521 року місто завоювали конкістадори.
Під час війни за незалежність місто перебувало в облозі від 19 лютого до 2 травня 1812 року.
Під час Мексиканської революції сталася битва біля Куаутли. Воно стало першим містом, яке зайняв генерал Еміліано Сапата.

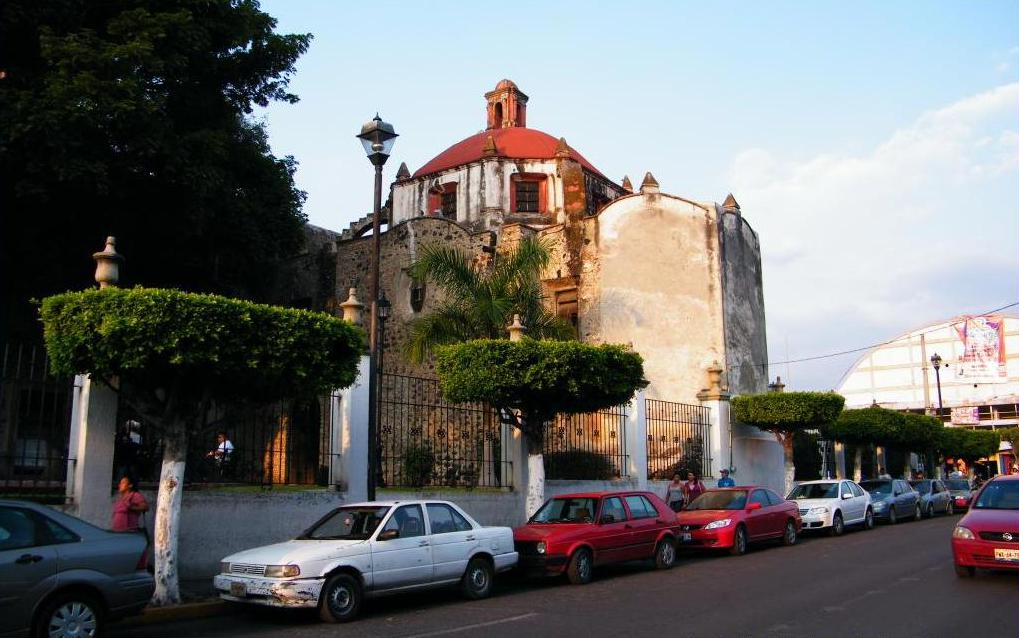
Церква Святого Дієго з Алькали